# Goldgriffspatha

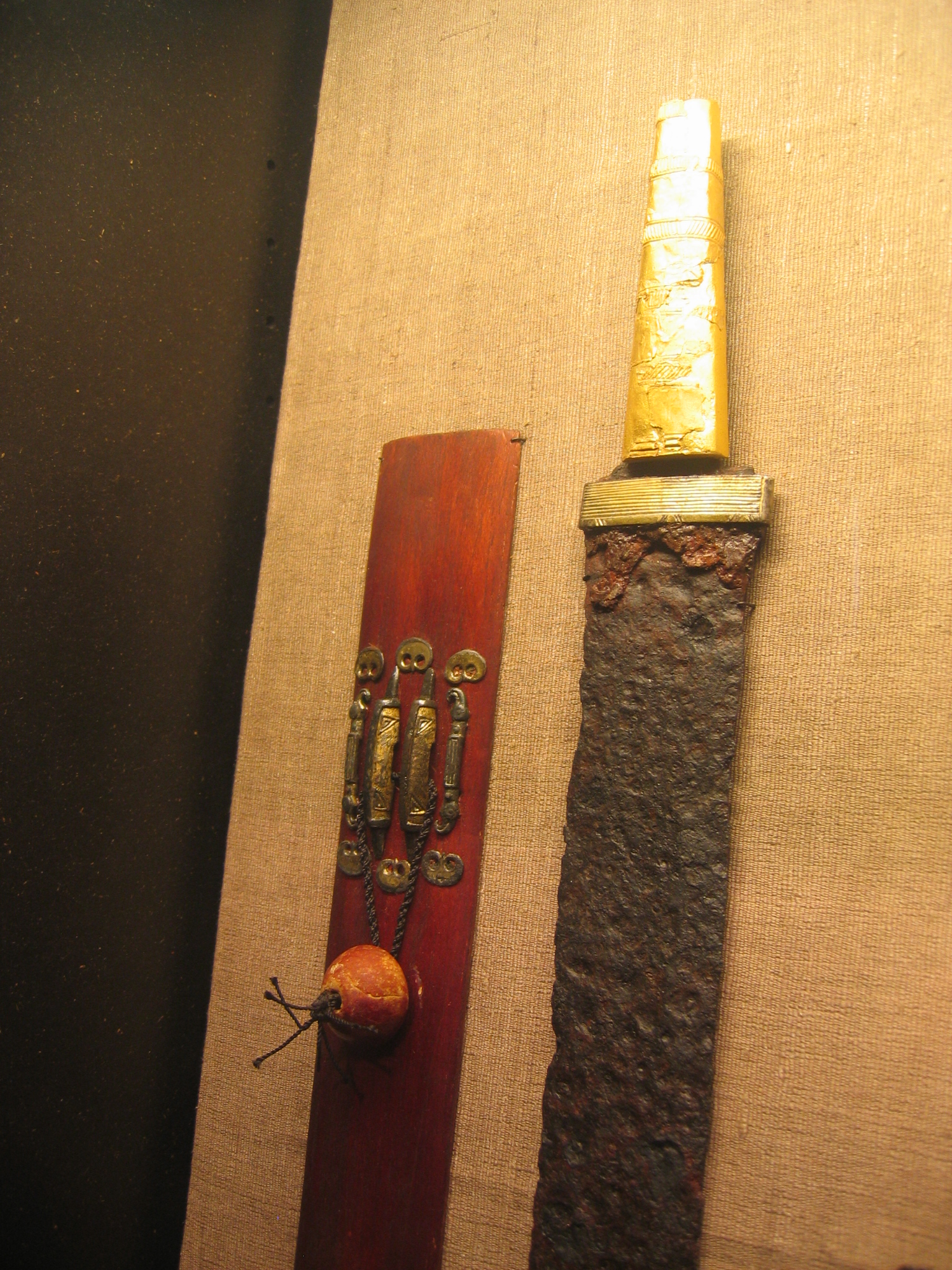
Alamannische Goldgriffspatha aus Villingendorf.

Die Goldgriffspatha ist eine Sonderform der Spatha, eines zweischneidigen Hiebschwertes, dessen Grifffläche mit Goldblech überzogen ist und das hauptsächlich in fränkisch-alamannischen Gebieten des späten 5. und frühen 6. Jahrhunderts vorkommt.
Diese Prunkschwerter gibt es in unterschiedlichen Ausführungen. Sie bilden keine eigene Formengruppe an sich. Man unterscheidet lediglich vorsichtig zwischen dem fränkischen Typ, westlich des Rheins, der eine Cloisonnéverzierung besitzt, sowie dem alamannischen Typ, östlich des Rheins, bei dem die Cloisonnétechnik nicht benutzt wurde. Die dünne Goldauflage des Griffes befindet sich meist nur einseitig auf der Schauseite. Die Klinge der Goldgriffspathen ist etwa 75–110 Zentimeter lang, fünf Zentimeter breit und weist einen geschärften Klingenort (Spitze) auf. Die Griffteile der Goldgriffspathen weisen oft keine Knäufe oder Parierstangen aus Metall auf, diese waren entweder gar nicht vorhanden oder müssen aus leicht vergänglichen Materialien wie Holz oder Bein bestanden haben. Die aufwändig gearbeiteten Scheiden dieser Schwerter waren häufig mit Edelmetallbeschlägen und angehängten Amuletten, so genannten Schwertperlen verziert. Diese Goldgriffspathen dienten nach dem derzeitigen Forschungsstand ausschließlich Repräsentationszwecken und wurden von der Oberschicht getragen oder an nahestehende, verdiente Untertanen verliehen.
Die Unterschiede, im späten 5. und frühen 6. Jahrhundert, zwischen Franken und Alamannen lassen sich deutlich anhand von archäologischen Funden erkennen. Die Franken griffen eher spätrömische Traditionen auf, wohingegen die Alamannen eher germanische Traditionen pflegten. Die Goldgriffspatha macht hier aber eine Ausnahme. Sie wurde in der Oberschicht beider Seiten benutzt.
Siehe auch das eine Generation jüngere Ringschwert.

## Liste von gefundenen Goldgriffspathen
- Tournai, Belgien: Childerichgrab.[5]
- Beauvais, Département Oise, Frankreich.
- Arcy-Sainte-Restitue, Département Aisne, Frankreich.
- Pouan-les-Vallées, Département Aube, Frankreich.[6]
- Lavoye, Département Meuse, Frankreich: Grab 319 b.[7]
- Basel-Kleinhüningen, Schweiz: Grab 63.
- Gräberfeld von Gültlingen, Baden-Württemberg: Grab von 1889.[8]
- Gräberfeld von Gültlingen, Baden-Württemberg: Grab von 1901.[9]
- Entringen, Baden-Württemberg: Einzelgrab von 1904.
- Entringen, Baden-Württemberg: Grab von 1927.
- Sindelfingen, Baden-Württemberg.[10]
- Heilbronn, Baden-Württemberg: Grab am Rosenberg.
- Ulm, Baden-Württemberg.
- Pleidelsheim, Baden-Württemberg: Grab 71.[11]
- Villingendorf, Kreis Rottweil, Baden-Württemberg.
- Oos (Baden-Baden), Baden-Württemberg.
- Bräunlingen, Baden-Württemberg: Gewann Niederwiesen, Grab 5.[12][13]
- Rommersheim, Rheinland-Pfalz.[14]
- Flonheim, Rheinland-Pfalz: Grab 5.[15]
- Wonsheim, Kreis Alzey-Worms, Rheinland-Pfalz.
- Frankfurt am Main, Hessen.
- Blučina, Mähren, Tschechien.[16]

Die Liste der Goldgriffspathen wurde zusammengestellt nach Hermann Aments einführendem Fachartikel zu den Goldgriffspathas im Reallexikon der Germanischen Altertumskunde. (außer Bräunlingen)